# Hospira
Die Hospira, Inc. war ein US-amerikanisches Unternehmen mit Sitz in Lake Forest, Illinois. Es war im Aktienindex S&P 500 gelistet. Hospira entstand 2004 durch Abtrennung vom US-amerikanischen Pharmahersteller Abbott Laboratories und produzierte Pharmazieprodukte. Am 5. Februar 2015 teilte Hospira mit, dass Pfizer das Unternehmen zum Preis von ca. 17 Milliarden US-Dollar übernehmen werde. Die vollständige Übernahme wurde am 3. September 2015 vollzogen.
Als einziger Hersteller in den USA produzierte Hospira das Narkosemittel Natrium-Thiopental und vertrieb dieses unter dem Handelsnamen Pentothal. Natrium-Thiopental wird in den USA – meist in einem aus drei Wirkstoffen bestehenden Giftcocktail – für Hinrichtungen mit der Giftspritze verwendet. In einigen Bundesstaaten wie etwa Ohio ist es die einzige Komponente bei Hinrichtungen mit der Giftspritze. Die Produktion und Vertrieb von Pentothal wurden im Januar 2011 eingestellt.